# Glavačeva skupina
Slovensko narodno gibanje (bolj znano kot Glavačeva skupina, Glavačeva frakcija ali Glavačevci) je bila militantna radikalna klerikalna politična skupina znotraj slovenskih protirevolucionarnih sil med drugo svetovno vojno.
Ime je skupina dobila po njenem idejnem vodji, kaplanu Francu Glavaču, sprva pa je opravljala le obveščevalne in propagandne akcije. Šele z vstopom njenih pripadnikov v Legijo smrti se je pokazala njena militantnost in agresija, ki je večkrat vodila v razprtije znotraj legije.